# Driouch
Driouch è una città del Marocco, capoluogo della provincia omonima, nella Regione Orientale. Fino al 2009 Driouch faceva parte della provincia di Nador.
La città è anche conosciuta come ad-Daryūš, Dar Driuch e Dar Drius.